# Гнаук, Макси
Ма́кси Гна́ук (нем. Maxi Gnauck; род. 10 октября 1964, Восточный Берлин, ГДР) — восточногерманская гимнастка, олимпийская чемпионка, многократная чемпионка мира и Европы. Награждена орденами Германской Демократической Республики «За заслуги перед Отечеством» 1-й степени (1984) и «Звезда дружбы народов» 3-й степени (1986).